# Ranipet
Ranipet (Tamil: இராணிப்பேட்டை Irāṇippēṭṭai [(ɨ)ˈɾaːɳipːeːʈːɛi], auch Ranipettai) ist eine Stadt im indischen Bundesstaat Tamil Nadu. Die Einwohnerzahl beträgt rund 51.000 (Volkszählung 2011). Ranipet ist Verwaltungssitz des Distrikts Ranipet.
Ranipet liegt im Norden Tamil Nadus rund 120 Kilometer westlich von Chennai (Madras) am Ufer des periodisch Wasser führenden Palar-Flusses. In unmittelbarer Nachbarschaft befinden sich die Städte Walajapet und Arcot. Die Stadt Vellore liegt 25 Kilometer westlich. An der nationalen Fernstraße NH 4 von Chennai nach Bangalore gelegen, verfügt Walajapet über eine gute Verkehrsanbindung. Sechs Kilometer nördlich von Ranipet entfernt befindet sich der Bahnhof Walajah Road an der Eisenbahnlinie Chennai-Bangalore. Der Bahnhof wird von Fernzügen und der westlichen Linie der Chennaier Vorortbahn bedient.
In Ranipet sind viele kleinindustrielle Betriebe der chemischen, Leder- und Werkzeugmacherindustrie angesiedelt. Das größte staatliche Unternehmen ist das Boiler Auxiliaries Plant (BAP) der BHEL (Bharat Heavy Electricals Limited). Der Ort gilt als Negativbeispiel für Grundwasserverschmutzung mit Schwermetallen. Das amerikanische Blacksmith Institute hat im Oktober 2006 eine Liste der am meisten verschmutzten Städte und Gebiete herausgegeben, worin auch Ranipet aufgelistet ist. Darin werden Gerbereien mit ihren Abfällen (unter anderem Chrom-Verbindungen und Azofarbstoffe) als Hauptursache benannt.
76 Prozent der Einwohner Ranipets sind Hindus, 15 Prozent Muslime und 8 Prozent Christen. Die Hauptsprache ist, wie in ganz Tamil Nadu, das Tamil, das von 91 Prozent der Bevölkerung als Muttersprache gesprochen wird. 6 Prozent sprechen Urdu und 3 Prozent Telugu.